# Vehkajärvi (sjö i Ruokolax, Södra Karelen)
Vehkajärvi är en sjö i kommunen Ruokolax i landskapet Södra Karelen i Finland. Sjön ligger 104,9 meter över havet. Den är 26,69 meter djup. Arean är 77 hektar och strandlinjen är 8,84 kilometer lång. Sjön  ingår i Vuoksens huvudavrinningsområde.   Den ligger omkring 55 km nordöst om Villmanstrand och omkring 250 km nordöst om Helsingfors. 